# Фагель, Гаспар
Гаспер Фагель (нидерл. Gaspar Fagel; 25 января 1634 — 15 декабря 1688) — нидерландский государственный деятель.
В 1670 году стал делопроизводителем генеральных штатов, получив таким образом право присутствовать при их тайных совещаниях; будучи пенсионарием (1672) Голландии, по смерти Яна де Витта он своей дипломатической ловкостью вывел Нидерланды из того тяжёлого положения, в которое они попали вследствие борьбы с Францией и Англией.